# Gregorova Vieska
Gregorova Vieska (in ungherese Gergelyfalva) è un comune della Slovacchia facente parte del distretto di Lučenec, nella regione di Banská Bystrica.